# OSINT-бджоли
OSINT-бджоли (с укр. — «пчёлы-расследователи по открытым данным») — сообщество украинских IT-специалистов в области расследований по открытым источникам (OSINT).
Официальный сайт сообщества заблокирован в России решением Роскомнадзора.
Сообщество самоорганизовалось в марте 2022 года с целью информационного противодействия агрессии России против Украины.
Волонтеры OSINT-бджол провели много резонансных расследований и деанонимизировали крупных военных преступников и пропагандистов РФ, которые участвуют в войне на Украине или поддерживают её. Предотвратили несколько готовившихся РФ террористических актов на оккупированных территориях, заранее предав огласке факты по их подготовке.
По данным украинской прессы, сообщество имеет тесные контакты с ГУР и Управлением военной контрразведки СБУ. С целью выявления на оккупированных территориях Украины лиц, причастных к коллаборативной деятельности, пособников оккупационных администраций РФ.
Волонтеры сообщества регулярно устанавливают места дислокаций личного состава армии РФ и военной техники с целью нанесения силами обороны Украины ударов по данным локациям. Проводят информационно-психологические операции в отношении военнослужащих РФ с целью их вербовки.

## Расследования
Среди самых резонансных расследований OSINT-бджол:
- Деанон администратора ТГ-канал Fighterbomber Ильи Туманова
- Деанон человека-мема Рязанцева Андрея, известного как Чмоня"
- Деанон человека-мема "Вообще не хочу уезжать из Крыма" – Логинова Светлана
- Деанон убитого в Мали администратора ТГ-канала Grey zone Никиты Федянина
- Деанон автора Z-канала “Воевода вещает” - Алексея Земцова
- Деанон российского Z-пропагандиста, известного как Сергей Мардан
- Деанон ядерного террориста, генерала РХБЗ РФ Валерия Васильева
- Предотвращение готовившихся спецслужбами РФ террористических актов, предав огласке их подготовку
- Публикация фактов о деятельности генерала ГРУ Александра Старунского
- Взлом телефона командующего Тихоокеанским флотом, адмирала Виктора Лиина
- Предание огласке операции российских спецслужб, по вмешательству в выборы в США
- Взлом почты депутата государственной Думы России Хубезова